# ابوطالب شفقت
ابوطالب شفقت (زادهٔ ۱۳۳۶) نظامی و مدیر اجرایی ایرانی است که عضو هیئت علمی دانشگاه صنعتی مالک اشتر با مرتبه دانشیار و از سال ۱۴۰۱ معاون هماهنگی امور استان‌های وزیر کشور است. وی پیش‌تر از اردیبهشت تا مهر ۱۴۰۳ استاندار لرستان بود و با حکم احمد وحیدی، وزیر کشور در شهریور ۱۴۰۰ به‌عنوان معاون توسعه مدیریت و منابع وزارت کشور منصوب شد و تا آبان ۱۴۰۱ در این سمت بود.
او در ابتدای انقلاب به عضویت در سپاه پاسداران انقلاب اسلامی درآمد و بعدها به وزارت دفاع رفت و رئیس مؤسسه تحقیقاتی صنایع دفاعی شد. ابوطالب شفقت دکترای خود را در رشته مدیریت صنعتی از دانشگاه علامه طباطبایی دریافت کرد. سردار شفقت در دولت‌های نهم و دهم به مدت ۷ سال استاندار استان‌های مازندران، بوشهر و خراسان شمالی بود. در دولت یازدهم به مدت ۳ سال معاون طرح و برنامه وزارت دفاع شد. ایشان در دولت دوازدهم از آذر ۹۶ به مدت چهار سال ریاست دانشگاه صنعتی مالک اشتر را بر عهده داشت.